# Erwin Schulhoff
Erwin Schulhoff, en txec Ervín Šulhov (8 de juny de 1894 – 18 d'agost de 1942), va ser un compositor i pianista txec. Una de les figures de la generació de músics europeus, les carreres dels quals van acabar ràpidament a causa de l'ascens del règim nazi a Alemanya i, del qual, les seves obres rarament han transcendit ni s'han interpretat. Erwin Schulhoff és un d'aquells compositors que han estat oblidats, tot i que va tenir un paper important en el desenvolupament de la història de la música.

## Biografia
Schulhoff va nàixer a Praga dins d'una família d'origen jueu i alemany. El seu besoncle va ser el conegut pianista i compositor Julius Schulholff. Erwin era un pianista d’un talent prodigiós. Quan tenia 7 anys, Dvořák el va escoltar tocar i en va quedar tan impressionat que el va animar a dedicar-se a la música. Amb només 10 anys, va ingressar al Conservatori de Praga. Va estudiar composició i piano a Praga i més tard va viatjar fins a Viena, Leipzig i Colònia, on va tenir com a professors a Claude Debussy, Max Reger, Fritz Steinbach i Willi Thern.
Va guanyar el Premi Mendelssohn dues vegades, l'any 1913 com a pianista i el 1918 el premi de composició, per la seva Sonata per a piano op. 22.
Va participar com a membre actiu de l'exèrcit rus a la Primera Guerra Mundial, al front austre-hongarès. Va ser ferit i va ser presoner a un camp de guerra italià quan la guerra va acabar. Després que la guerra acabés va viure a Alemanya fins que va retornar a Praga l'any 1923, on es va unir al conservatori l'any 1929.

Va ser un dels primers compositors clàssics en trobar la inspiració en els ritmes de la música jazz. A més a més, Schuloff es va apropar a la influència avantguardista del dadaisme en les seves interpretacions i composicions després de la Primera Guerra Mundial. L'any 1919 va organitzar una sèrie de concerts de música d'avantguarda, en els quals va incloure aquest manifest:
L'art absolut és la revolució, requereix facetes addicionals per al desenvolupament, condueix a enderrocar (cops) per tal d'obrir nous camins (...) i és el més potent de la música... La idea de la revolució en l'art ha evolucionat durant dècades, sota qualsevol sol els creadors viuen, en què per a ells l'art és el caràcter comú de l'home. Això és particularment cert en la música, ja que en aquesta forma d'art és la més viva, i com a resultat, reflecteix la revolució més forta i profunda- la completa sortida de la tonalitat i el ritme imperialista, l'ascensió fins a un canvi d'èxtasi per millor. 
Sovint, Schuloff tocava el piano al Teatre lliure de Praga, l'Osvobozené divadlo. Un teatre d'escena d'avantguarda de Praga fundat l'any 1926 per una associació d'artistes txecs anomenada Devětsil. Aquesta associació era fonamentalment d'esquerres, tot i que també era molt crítica vers el comunisme. Els principis d'aquest teatre van estar fortament influenciats pels corrents artístics del futurisme i dadaisme, Constructivisme i més tard pel Poetisme (un moviment específic d'art Txec). A més a més, Schuloff feia gires per Alemanya, França i Anglaterra interpretant les seves pròpies obres i repertori que comprenia peces d'estil clàssic, contemporani i jazz.
La seva Suite per orquestra de cambra (1921) descriu una mica el seu estil, en la paraula d'un crític, “és un mix d'estils, combina números de música jazz, acompanyants després a dos números d'estil lent... Com si el pallasso de Die Wolkenpumpe (cinc cançons per baríton i quatre instruments de vent i percussió d'Erwin Schuloff) s'hagués deixat que la seva màscara llisques al recordar els horrors i les absurditats de les trinxeres.”

Un fet interessant a destacar de l'any 1921 és un fragment d'una carta que li va escriure al seu amic Alban Berg:
"(...) Estic infinitament aficionat als clubs de ball nocturn, tant és així que tinc períodes durant els quals em passo les nits senceres ballant amb una sola amfitriona o una altra ... Fora del simple fet del pur gaudi del ritme, amb el meu subconscient he adquirit inspiració per al meu treball, ja que la meva ment conscient és molt terrenal, fins i tot animal com si diguéssim. (...)"
Olin Downes va presenciar, a Salzburg, un concert on es van interpretar les Cinc peces per quartet de corda (1924), després d'escoltar-les va fer la següent crítica:
Aquestes peces intentaven únicament encantar o entretenir. Tenien humor espontani, sentiment, una tècnica admirable i amb fluïdesa. El llenguatge té suficientment pebre moderna en ell per estimular constantment l'oïda; però la música no està forçada, com tampoc és pretensiosa. Un jove compositor de talent s'ha entretingut en si mateix en aquestes peces, i la seva audiència ha estat agraïda. No tots els compositors, joves o vells, tenen el bon sentit de no prendre's a si mateixos, una vegada i una altra, massa seriosament.
A tall d'anècdota, Downes explica que quan l'actuació va acabar Schuloff es va posar a interpretar un seguit de ragtimes, "fins que les parets van aguantar".
L'any 1928, el Flonzaley Quartet va interpretar el Quartet de corda núm. 1 en el seu comiat a Nova York, entre les obres de Beethoven i Brahms. El quartet va ser rebut amb un gran entusiasme. Dos anys més tard, 1930, una interpretació de la Partita de Schulhoff, per Walter Gieseking, va resultar ser l'obra preferida per l'audiència dins el recital del recital del pianista germani-francès, “jutjant a partir dels aplaudiments”, va escriure el crític en el seu article.
Ell va compondre el seu Concert per a quartet de corda i orquestra de vent l'any 1930, que estableix, segons una crítica, "una inversió fascinant de l'estil tradicional del concerto grosso, amb vents que proporcionen el marc de la peça en el seu conjunt, en el qual apareix el quartet de corda com a contrast i en solitari".
En la dècada de 1930, Schulhoff va enfrontar creixents dificultats personals i professionals. A causa de la seva ascendència jueva i les seves polítiques radicals, ell i les seves obres van ser etiquetats de degenerades i van passar a la llista negra pel règim nazi. Ja no podia fer recitals a Alemanya, ni cap de les seves obres es podien interpretar públicament.
La seva simpatia al comunisme, la qual es va fer cada vegada més evident en les seves obres, també li va portar problemes a Txecoslovàquia. El 1932 va compondre una versió musical del Manifest Comunista (Op. 82). Prenent refugi a Praga, Schulhoff va trobar treball com a pianista radiofònic, però a penes guanyava prou diners per a cobrir els costos del dia a dia. Quan els nazis van envair Txecoslovàquia el 1939, va haver d'actuar sota un pseudònim. El 1941, la Unió Soviètica va aprovar la seva petició de ciutadania, però va ser arrestat i empresonat abans que pogués sortir de Txecoslovàquia.
El juny de 1941, Schulhoff va ser deportat al camp de concentració de Wülzburg, prop de Weißenburg, Baviera, i va morir allà el 18 d'agost 1942 de tuberculosi.

## Estil
L'Holocaust va aconseguir acabar no només amb la vida de milions de persones, sinó que també d'escoles senceres de composició. L'estil, que fugia enèrgicament dels extrems, eclèctic, que havia nascut a Berlín, Viena i Praga al període d'entreguerres va ser eficaçment exterminant.
Schulhoff va ser de les víctimes destacades, i tot això es va veure, com s'ha vist, reflectit al seu estil musical.
La carrera de Schulhoff dibuixa amb precisió el que van ser les primeres dècades del segle XX: va començar escrivint amb un estil romàntic amb inflexions folklòriques, després, va fer seu el piano jazzístic i es va permetre provocacions dadaistes (en la seva sardònica Symphonia germanica un cantant xiuxiueja “Deutschand über alles” (Alemanya per sobre de tot) mentrestant un pianista colpeja sobre el piano dissonàncies.
Als anys 20 va produir un seguit de música de cambra fortament lírica, a l'estil Bartok. Tot seguit va abraçar el realisme socialista. Uns anys després, inclús a Wülzburg, va esbossar una heroica Octava Simfonia, en la qual les paraules de Marx, Lenin i Stalin indicaven el camí cap a la victòria.
Les seves primeres obres mostren influència de compositors de la generació anterior, la qual inclou Debussy, Scriabin, i Richard Strauss. Més tard, durant la seva etapa dadaista, Schulhoff va compondre una sèrie de peces amb elements absurds. In futurum, part dels Fünf Pittoresken per piano, és una peça composta a través del silenci, enterament amb compassos d'espera, la qual anticipa 30 anys a la coneguda peça de John Cage 4'33''. L'obra de Schulhoff destaca en gran part pel detall a la rítmica, utilitzant estranyes combinacions de compassos i patrons rítmics complicats.
En general, la música de Schulhoff roman connectada a la tonalitat occidental, encara que com Prokofiev, entre d'altres, la concepció de triada fonamental de la seva música és sovint embellida per passatges d'intensa dissonància. Altres trets característics de l'estil compositiu de Schulhoff són l'ús de modal i harmonies de quartes, ritmes de balls, i un enfocament relativament lliure a la forma. Per Schulhoff la Segona Escola de Viena va ser molt important, l'amistat amb Alban Berg, encara que Schulhoff mai va adoptar el serialisme com a eina compositiva.

## Obres representatives
- 5 Études de jazz per piano (c.1910-1920)
- Sonata per a violí núm. 1, Op.7 (1913)
- Concert per a piano núm. 1, Op.11 (1913)
- Divertimento per a quartet de corda (1914)
- Sonata per a violoncel (1914)
- Quartet de corda núm. 0, Op.25 (1918)
- Sonata Erotica per a veu femenina sola (1919)
- Fünf Pittoresken per a piano (1919)
- Symphonia Germanica (1919),
- Suite per a orquestra de cambra (1921)
- Ogelala, ballet (1922)
- Cloud-Pump (Die Wolkenpumpe) (1922), cançons per a baríton, quatre instruments de vent i percussió
- Bassnachtigall per contrafagot (1922)
- Concert per a piano "alla Jazz" (1923)
- Cinc peces per a quartet de corda (Fünf Stücke für Streichquartett) (1923)
- Sextet de corda (1920–24)
- Quartet de corda núm. 1 (1924)
- Sonata per a piano núm. 1 (1924)
- Quartet de corda núm. 2 (1925)
- Concertino per a flauta, viola i contrabaix (1925)
- Simfonia núm. 1 (1925)
- Sonata per a piano núm. 2 (1926)
- Sonata per a piano núm. 3 (1927)
- Sonata per a violí núm. 2 (1927)
- Sonata per a flauta i piano (1927)
- Doble concert per a flauta, piano i orquestra (1927)
- 6 Esquisses de jazz per piano (1927)
- Concert per quartet de corda i ensemble de vents (1930)
- Flammen, òpera (1927–29)
- Hot Sonate per a saxo alt i piano (1930)
- Suite dansante en jazz per a piano (1931)
- Simfonia núm. 2 (1932)
- Das kommunistische Manifest, oratori (1932)
- Orinoco (1934)
- Simfonia núm. 3 (1935)
- HMS Royal Oak (1935), oratori a l'estil jazz per a narrador, soprano, tenor, cor mixt i orquestra simfònica de jazz
- Simfonia núm. 4 (1937)
- Simfonia núm. 5 (1938–39)
- Simfonia núm. 6 "Svobody" per a cor i orquestra (1940)
- Simfonia núm. 7, només la part de piano (1941–42)
- Simfonia núm. 8, incompleta, només la part de piano (1941–42)
- Divertimento per a oboè, clarinet i fagot
- Suite per a violí i piano